# 勒古赖
勒古赖（法語：Le Gouray，法語發音：[lə guʁɛ]）是法国阿摩尔滨海省的一个旧市镇，原属迪南区。2016年1月1日，勒古赖和相邻的另外6个市镇合并为新市镇勒默内，新市镇属于圣布里厄区。

## 地理
勒古赖（48°19'38"N, 2°29'19"W）面积30.5 平方千米，位于法国布列塔尼大區阿摩尔滨海省，该省份为法国西北部沿海省份，位于布列塔尼半岛北部，北濒大西洋英吉利海峡，西接菲尼斯泰尔省，南至莫尔比昂省，东临伊勒-维莱讷省。
与勒古赖接壤的市镇（或旧市镇、城区）包括：勒默内、朗古尔拉、庞吉利、普莱内瑞贡、圣格朗、圣雅屈迪默内。

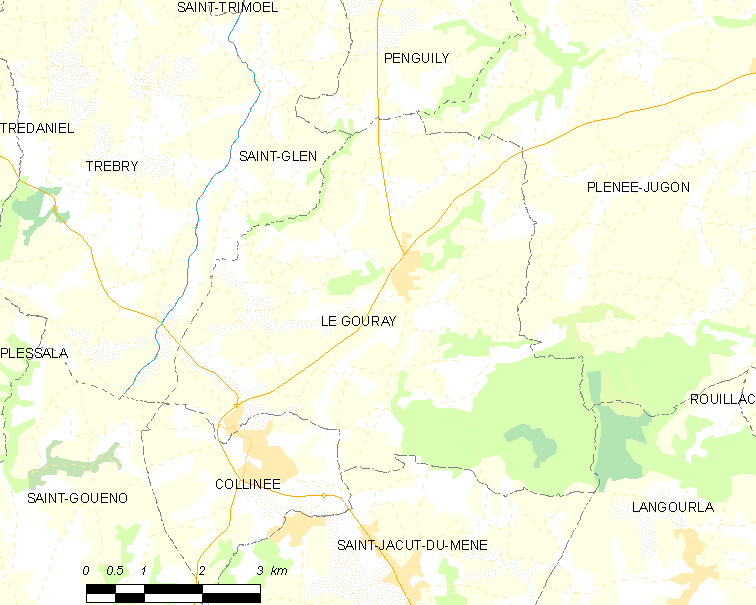
勒古赖的OSM定位图

勒古赖的时区为UTC+01:00、UTC+02:00（夏令时）。

## 行政
勒古赖的邮政编码为22330，INSEE市镇编码为22066。

## 政治
勒古赖所属的省级选区为普莱内瑞贡县。

## 人口

1962-2008年间勒古赖人口变化图示

勒古赖于2018年1月1日时的人口数量为1288人。